# FBI: Frikis Buscan Incordiar
FBI: Frikis Buscan Incordiar es una película española dirigida, producida, escrita y protagonizada por Javier Cárdenas. En ella Cárdenas crea una banda en la que realiza torturas a algunos frikis de la televisión. Fue estrenada el 4 de junio de 2004.

## Sinopsis
"Freak: Se dice de lo que es extravagante, excéntrico y con valores propios que son distintos de los socialmente establecidos y considerados éstos normalmente marginales: música, vestimenta freak". "Friki: Adaptación del término anglosajón freak. Más conocido como cabrío hispano o friki ibérico. De larga tradición en el imaginario español. Antes le corrían a gorrazos en el pueblo, y ahora le ponen la alfombra roja, le dedican calles y estatuas ecuestres. Habita en los platós de televisión y siempre está al acecho esperando una oportunidad para atacar en directo. Conforma el nuevo star-system español". La policía está al borde del colapso. Todos ellos van tras la pista de la banda de Javier Cárdenas, es decir, Carlos Pumares, Santiago Urrialde, Manuel Reyes, más conocido como Pozí, Carmen de Mairena, Nacho Sierra y Joan Antoni Estadés. Él y todos sus colegas se dedican a incordiar en grado sumo a los frikis más "selectos" de la ciudad: Paco Porras, la pitonisa Lola, el peluquero Juan Miguel, el cantante Josmar, o Encarni, sometiéndoles a todo tipo de torturas.

## Torturas
Algunos de los personajes freaks descubiertos por Cárdenas cuando trabajó en programas como Crónicas marcianas y Arús con leche se prestan, en el film, a participar en salvajes pruebas al estilo Jackass, algunos ejemplos son:
- Atar a Paco Porras a una barca en marcha
- Depilar al exmarido peluquero de Karina

Paco Porras demandó a Cárdenas por los abusos recibidos, y le calificó como un cabrón que lo que quiere sólo es ganar dinero a su costa. Otros como Juan Miguel admitió que se sintió muy molesto, pero no demandó porque no le engañaron, y calificó como inmoral que Porras lo hiciera cuando ya sabía con anterioridad lo que iba a ocurrir.

## Rodaje
La película se empezó a rodar el 11 de marzo de 2004, el día del famoso 11-M, decidieron parar el rodaje ya que había gente en el equipo que era de Madrid, y pudieran llamar para saber si había algún familiar afectado. Resultó que no y, tras un parón de un par de horas, siguieron rodando. El rodaje finalizó el 14 de abril de 2004.

## Estreno
Al final la película se estrenó el 24 de junio de 2004, casi a ritmo de vértigo, en tiempo récord, ya que querían aprovechar el éxito de Crónicas marcianas.
 En su primer fin de semana recaudó unos 350.000 euros en 190 salas de cine. Acabó el año 2004 recaudando 928.468,54 euros.

## DVD
El DVD de la película salió a la venta el 1 de diciembre de 2004 distribuido por Manga Films. Éste se encuentra formado por dos discos con una formato de 16/9 anamórfico y 1.85:1. En este formato también tuvo gran éxito al facturar más de un millón de euros.